# 全職高手 (網絡劇)
《全職高手》（英語：The King's Avatar），2019年改編自作家蝴蝶藍有關於網路遊戲競技小說《全職高手》的同名中国大陆網路劇。由楊洋、江疏影、賴雨濛、梁森、李沐宸、賴藝、蔣龍領銜主演，2018年4月2日開機，9月28日全劇殺青，騰訊視頻於2019年7月24日首播。台灣由WeTV台灣站獨家播出。

## 播出時間
| 頻道     | 所在地 | 播出日期      | 播出時間         | 備註           |
| -------- | --- | ------------- | ---------------- | -------------- |
| 騰訊視頻 | 中国大陆 | 2019年7月24日 | 每週四－六 20:00 |                |
| WeTV     | 臺灣 · 泰國 · 印度尼西亞 · 越南 | 2019年7月24日 | 每週四－六 20:00 |                |
| Netflix  | 阿根廷 · 比利时 · 巴西 · 加拿大 · 哥伦比亚 · 捷克 · 法國 · 德国 · 希腊 · 香港 · 匈牙利 · 冰島 · 印度 · 以色列 · 義大利 · 日本 · 立陶宛 · 马来西亚 · 墨西哥 · 荷蘭 · 菲律賓 · 波蘭 · 葡萄牙 · 羅馬尼亞 · 俄羅斯 · 新加坡 · 斯洛伐克 · 南非 · 西班牙 · 瑞典 · 瑞士 · 泰國 · 立陶宛 · 土耳其 · 乌克兰 · 英国 · 美国 |               |                  | 38 个国家/地区 |

## 劇情簡介
頂尖高手葉修在網路遊戲「榮耀」中，是被譽為教科書級別的玩家，因不接商業代言而遭到原本的東家嘉世戰隊驅逐。離開職業圈的葉修被興欣網吧收留，成為一位網管。擁有十年遊戲經驗的葉修，並不打算放棄他所鍾愛的荣耀，遂重啟ID「君莫笑」，手持一把未完成的自制武器千机伞，在荣耀新开的第十區重新投入游戏，开始了他重返巅峰的计划。散人君莫笑在第十區大放異彩，叶修结识了许多新的小伙伴，也遭受到其他隊伍的欺負。儘管如此，他仍和新夥伴們重新组建了一支更强大的团队，一起为了夢想踏上荣耀征途。

## 演員列表

### 主要演員
| 演員                | 角色   | 介紹 |
| 楊洋 （少年：黃毅） | 葉修   | 聯盟職業選手，榮耀四大戰術師之一。十五歲離家，當要參加榮耀的比賽時卻沒有有效的身份證明，所以借用了弟弟葉秋的身份證成為職業選手。 原效力嘉世，遊戲角色戰鬥法師「一葉之秋」，帶領嘉世獲得聯盟賽頭三季總冠軍，因戰隊考慮商業利益至上被戰隊經理陶軒換掉其戰隊隊長之職，各種原因下自己提出退役。 退役後到了一條馬路之隔的興欣網咖，使用遊戲角色散人“君莫笑”登陸榮耀第十區伺服器，以蘇沐秋研發的自製武器「千機傘」大殺四方。期間遇到包榮興、唐柔、喬一帆等人，組建興欣戰隊。 看似鬆散，但實則堅毅、執著。身處逆境，卻對未來之路堅定、篤定，喜歡套路別人。 |
| 楊洋 （少年：黃毅） | 葉秋   | 葉修的雙胞胎弟弟，常常被葉修套路，兩人個性相差甚遠，衣著品味也不同，跟成迷於榮耀的哥哥不同，最喜歡玩變形金剛。 在葉修離家後接任家中事業成為總裁，一直希望十年從未回家的哥哥葉修能趕快回家。 |
| 賴雨濛              | 蘇沐橙 | 蘇沐秋妹妹，與葉修關係很好，隸屬嘉世戰隊，遊戲角色槍砲師“沐雨橙風”，也是聯盟第一槍砲師。 葉修退役後留在嘉世戰隊至約滿，後與遊戲角色一同轉會到興欣戰隊。 |
| 银艺                | 蘇沐秋 | 蘇沐橙的哥哥，葉修的好友。葉修離家出走後收留他，游戏高手，荣耀网游全枪系精通。「千機傘」的研發人/創造者，“秋木苏”、“君莫笑”和“沐雨橙风”账号的创建者。车祸去世，享年18岁。 |
| 李沐宸              | 唐柔   | 陳果閨蜜，是名鋼琴高手，手速奇快，一直幫陳果玩榮耀，受葉修刺激下加入榮耀第十區，遊戲角色戰鬥法師「寒煙柔」，收到伯克利音樂學院的邀請函，卻毅然放棄機會而加入興欣戰隊。[第3集出場] 個性冷酷、直來直往、好勝，課業相當不錯，能夠指導陳果許多科目。 |
| 賴藝                | 包榮興 | 倉庫管理員，喜歡玩榮耀，遊戲角色遊俠職業“包子入侵”，與葉修相識於第十區的野外地圖頭目戰，後成為葉修固定團隊一員，在公司能升職的情況下選擇加入興欣戰隊，踏上夢想中的榮耀巔峰。[第4集出場] 為人熱情、開朗、正面，個性小白，時常做出脫線的行為；非常討厭黃少天的千言萬語。 |
| 江疏影              | 陳果   | 興欣網咖老闆娘，嘉世及葉秋(葉修)粉絲，遊戲角色槍砲師「逐煙霞」，葉修退役後一路見證和幫助其重新崛起，後來更成為興欣戰隊老闆，助葉修重返聯盟。 |

### 其他角色

#### 興欣戰隊
| 演員   | 角色   | 介紹 |
| 范津瑋 | 喬一帆 | 原屬微草戰隊隊員，遊戲角色刺客「灰月」，但在隊中一直是吊車尾，被戲稱「飲水機男孩」，性情溫和有禮。 被隊長以緊急訓練為由在第十區遊戲中抹殺「君莫笑」，後受到葉修的指點開始改練遊戲角色陣詭「一寸灰」，在王杰希重新招人之際選擇放棄微草戰隊而加入興欣戰隊，成為主力之一並擔任副隊長。 在戰隊創立初期因拾荒失敗，懷疑自己的能力是否勝任副隊長一職，同時非常懼怕成為隊伍的累贅，最後在葉修的單挑指導下振作，並幫助隊伍拿下挑戰賽的第一分。 |
| 孫寧   | 羅輯   | 遊戲角色召喚師「昧光」，善於分析，計算能力強，曾單靠通關時間跟職業分佈寫下君莫笑團隊在第十服的模擬副本攻略。 為人冷靜，不怕黃少天的嘴上功夫，被包榮興稱作「小弟」。 |
| 李俊辰 | 安文逸 | 金融學系應屆畢業生，對金錢看的很重，說話尖酸刻薄。 遊戲角色治療師「小手冰涼」被認為是榮耀中清除負面狀態能力及回復最高的玩家，故被葉修看中邀請加入興欣戰隊。 實際角色由好友幫忙代打，在入隊前其實並未學會清減益魔法，不過對於釋放治療魔法的時機則非常到位，能有效提高團隊生存機率。 在戰隊創立初期套路喬一帆，並為其整個戰隊幫忙找出自己的裝備，使葉修帶領隊伍進行「拾荒」但遭受莫凡的襲擊和三大公會的合作攻擊而未果；拾荒失敗之後，批評喬一帆和其他隊員（除了葉修，因為他當時在追趕莫凡）並打算離開戰隊；但在陳果給的戰隊金融卡、好友的勸說以及喬一帆花了兩萬元購買給自己的橙武和合照及祝福語下選擇留在興欣，並求著好友教導他學習清除減益魔法。 在挑戰賽的第一場前，受到陳夜輝的威脅，要讓興欣輸掉比賽，否則會把自己代打的事情散播出去；但在回想起戰友們給予的鼓勵和幫助下，最後成功為興欣奪得勝利，也同時提出戰隊合約的到期日修改為「興欣奪冠之時」。 |
| 白翔   | 魏琛   | 初代藍雨戰隊隊長，遊戲角色術士「索克薩爾」初代使用者，由於喻文州的出現，讓自己覺得是時候放手給後輩。 熱愛榮耀，退役後仍活躍在網遊中，遊戲角色術士「迎風布陣」。 在網遊被葉修發現對聯盟賽還有不甘而招攬到興欣戰隊(其實是收到委託要暗殺「君莫笑」，但反被擊殺並爆出銀武，最後被興欣全體隊員套路而不得不加入)。擁有自製銀武「死亡之手」，此裝備攻擊範圍大，法術爆級和個人屬性加成也非常高。 |
| 楊廷東 | 莫凡   | 咖啡廳店員，不愛說話，也不太會表達個人情緒。遊戲角色忍者「毀人不倦」，榮耀中有名的拾荒者，獨來獨往，在遊戲中殺人奪取掉落物，同時樹敵甚廣。 在某次野外地圖頭目戰中被葉修看到其拾荒，過程流暢而且時機把握精準，後葉修用了非常手法把莫凡硬拉進戰隊。 |
| 宋涵宇 | 伍晨   | 遊戲角色槍砲師「曉槍」，原無極戰隊隊長，對榮耀是絕對的熱愛，挑戰賽迎戰興欣不惜作弊但還是失利，戰隊解散後變賣戰隊所有資產，加入興欣戰隊同時負責公會事務，曾為收集自製武器材料走遍各大戰隊公會，卻被魏琛誤會遭誅仙隊收買，之後誤會解開。 |
| 李小胖 | 常先   | 電競之家記者，嘉世及葉秋(葉修)鐵粉，對孫翔有極大的不滿；遊戲使用角色劍客「月中眠」，同時也是月輪公會會長，第十區開服的第一天就跟葉修的「君莫笑」組隊攻打暗夜貓妖副本，途中製造仇恨失控陷阱企圖獨吞獎勵，被葉修識破後反而到處抹黑「君莫笑」。後來「君莫笑」副本記錄名氣高漲，而月輪公會卻面臨解散危機，跑去求「君莫笑」幫忙刷紀錄，最後發現葉修就是「君莫笑」，之後加入興欣公會成為興欣的常駐記者。 |

#### 嘉世戰隊
| 演員   | 角色   | 介紹 |
| 梁森   | 孫翔   | 葉修離開後接任嘉世戰隊隊長，遊戲角色為戰鬥法師「一葉之秋」。較以自我為重心，爭強好勝，沒有任何戰術技巧可言，在比賽時對手只要搧風點火，一燃就爆，完全不管隊友死活，不顧戰隊輸贏，心裡只想自己不輸就好了。與葉修有瑜亮情節，殊不知葉修一心只有榮耀，根本沒有關注孫翔。 但後來發現團隊的合作重要性，開始重視起團隊性格，傲嬌屬性。 |
| 冷紀元 | 肖時欽 | 職業聯盟第四賽季出道，原雷霆戰隊隊長，遊戲角色機械師「生靈滅」，榮耀四大戰術大師之一，擅長團體賽中以弱勝強，第九賽季加入嘉世戰隊。 |
| 陳帥   | 李睿   | 嘉世戰隊成員，遊戲角色戰鬥法師「鬥魔師」，是孫翔的徒弟。 |
| 翟子路 | 邱非   | 嘉世戰隊二隊成員，遊戲角色戰鬥法師「戰鬥格式」，葉修的徒弟，被葉修相當看重； 性格衝動，與家人關係不好；在嘉世一隊選拔賽時被陳夜輝陷害，使自己的帳號卡被安裝作弊程式導致輸給陳夜輝，至此與陳夜輝不對盤，甚至訓練回國後被陳夜輝找上，並希望自己參與擊殺「君莫笑」的任務也是將他一拳打倒以表明拒絕。 |
| 趙興國 | 张家興 | 嘉世戰隊成員，遊戲角色牧師。 |
| 范小龍 | 王澤   | 嘉世戰隊成員，遊戲角色神槍手「子不語」。 |
| 王嘉逸 | 申建   | 嘉世戰隊成員，遊戲角色拳法家「連進」。 |
| 柳青   | 郭陽   | 嘉世戰隊成員，遊戲角色氣功師「氣沖雲水」。 |
| 馬洋   | 賀銘   | 嘉世戰隊成員，遊戲角色元素法師「法不容情」。 |
| 趙楚綸 | 陶軒   | 嘉世戰隊經理，少年時與蘇沐秋、葉修一起創建嘉世戰隊，因重視商業利益換掉葉修嘉世戰隊隊長之職，改讓孫翔擔任嘉世戰隊的新隊長，讓葉修改當孫翔的陪練，被葉修拒絕後使其選擇退役。之後又百般阻擾興欣戰隊，還舉發葉修使用假名出賽，使葉修未能如期上場比賽，而使興欣敗給誅仙隊。 |
| 郝帥   | 陳夜輝 | 心胸狭隘、心术不正、满肚子坏水，总喜欢背后耍阴招、使绊子，遊戲角色為魔劍士「暗無天日」。第一集因為不顾团队配合害得嘉世差点输掉比赛，叶秋(葉修)作为队长为了战队考虑让他退出一队，他始终耿耿于怀，却从不想想自己的原因。後成為嘉王朝第十區負責人，且因為一直活在叶秋(葉修)和苏沐橙的耀眼光辉下无法出头而心怀愤懑，得知葉秋(葉修)要離開嘉世，以為是嘉世不需要葉秋(葉修)了所以各種挑釁他。發現君莫笑就是葉秋(葉修)後想方設法的報復他，甚至联合几大公会围剿君莫笑，但是一直沒有成功，邱非回国后还搬弄是非，挑拨邱非和叶秋(葉修)的关系，是個不折不扣的反派 |
|        |        | 嘉世戰隊成員，遊戲角色神槍手「火柴」。 |
|        |        | 嘉世戰隊成員，遊戲角色治療師「織影」。 |

#### 藍雨戰隊
| 演員   | 角色   | 介紹 |
| 高瀚宇 | 喻文州 | 藍雨戰隊隊長，榮耀四大戰術師之一，遊戲角色術士「索克薩爾」，並與葉修、张新杰和肖時欽合稱為四大戰術大師。 作為職業選手，喻文州的手速被公認不足，但是觀察力和判斷力非常強，戰術素養極高。                                                                              |
| 蔣龍   | 黃少天 | 藍雨戰隊王牌隊員，遊戲角色劍客「夜雨聲煩」，在聯盟之中有「劍聖」之稱的機會主義者，亦是話癆一名。 與葉修是師徒兼好友，很怕隊長喻文州以及秋葵。 |
| 劉秋實 | 許博遠 | 藍雨戰隊旗下公會藍溪閣第十區會長，遊戲角色劍客「藍河」，曾任職戰隊經理人，為擴大藍溪閣在第十區的勢力盡心盡力，看到葉修使用角色「君莫笑」的實力後一直想要拉攏，卻反被葉修套路，安放在興欣公會的臥底角色「絕色」更變成興欣公會的主要管理人員，被葉修戲稱「頭號保姆」。 |
| 蔣雪鳴 | 系舟   | 藍雨戰隊藍溪閣公會的副會長，性格冷靜細心，在會長藍河常常被葉修套路時，便會幫藍河出謀劃策，想辦法應對。 |
|        |        | 藍雨戰隊成員，遊戲角色彈藥專家「槍林彈雨」。 |
|        |        | 藍雨戰隊成員，遊戲角色氣功師「濤落沙明」。 |
|        |        | 藍雨戰隊成員，遊戲角色狂劍士「鋒芒慧劍」。 |
|        |        | 藍雨戰隊成員，遊戲角色守護天使「靈魂語者」。 |

#### 微草戰隊
| 演員   | 角色   | 介紹 |
| 顧宇峰 | 王杰希 | 微草戰隊隊長，外表沉穩冷静，遊戲角色魔道學者「王不留行」王杰希以詭異多變的操作和打法著稱，在聯盟中有「魔術師」之稱的美譽。 在「全明星賽周末」的新人挑戰賽上，王杰希為了微草戰隊的未來，故意調低技能點把比賽輸給高英杰，不惜犧牲自己做跳板，讓他贏得比賽樹立起自信心。 |
| 陳泓政 | 高英杰 | 微草戰隊成員，遊戲角色魔道學者「木恩」，未來微草戰隊隊長的接班人，內定為神級帳號卡「王不留行」的繼承人，個性害羞靦腆，擁有天份的他深受隊長器重，但對自己的能力及天份卻沒有自信。在隊中與喬一帆是好友。                                                                |
| 紀向寧 | 周烨柏 | 微草戰隊成員，遊戲角色陣詭「使君子」。 |
| 權沛倫 | 車前子 | 微草公會-中草堂會長，遊戲角色魔道學者「車前子」，本名不詳。 |
| 于喆   | 肖云   | 微草戰隊成員，遊戲角色戰鬥法師「云霄」。 |
|        | 柳非   | 微草戰隊女成員，遊戲角色神槍手「葉下紅」。 |
|        |        | 微草戰隊成員，遊戲角色騎士「獨活」。 |
|        |        | 微草戰隊成員，遊戲角色治療師「冬蟲夏草」。 |
|        |        | 微草戰隊成員，遊戲角色劍客「飛刀劍」。 |

#### 虛空戰隊
| 演員   | 角色 | 介紹 |
| 高靖涵 | 李軒 | 虛空戰隊隊長，聯盟第一陣鬼。 在新秀挑戰賽中將喬一帆快速擊倒，使得喬一帆成為新秀挑戰賽中歷史最快戰敗的選手。 在興欣挑戰賽中為第二組對手。 [第13集出場] |

#### 霸圖戰隊
| 演員   | 角色     | 介紹 |
| 顾又铭 | 韓文清   | 霸圖战队的队长，遊戲角色「大漠孤煙」，職業是拳法家，比葉修大一歲，被称为“荣耀第一拳法家”。 為人霸氣，嚴以律己；嚴以待人，連戰隊老闆都對他畏懼三分；非常不服老，總是要和葉修爭第一。 |
| 曲澔濬 | 張新傑   | 霸圖战队的副队长，四大戰術師之一，遊戲角色「石不轉」，職業是治療師。 為人守時、極度規律，有整齊癖，不允許他人在他的規畫時刻表做不屬於該時刻的活動。                                 |
| 匡牧野 | 夜度寒潭 | 霸圖公會-霸氣雄圖會長，遊戲角色騎士「夜度寒潭」，本名不詳。 |

#### 誅仙戰隊
| 演員 | 角色 | 介紹         |
|      |      | 誅仙戰隊隊長 |
|      |      | 誅仙戰隊隊員 |
|      |      | 誅仙戰隊隊員 |
|      |      | 誅仙戰隊隊員 |
|      |      | 誅仙戰隊隊員 |
|      |      | 誅仙戰隊隊員 |

## 電視劇歌曲
| 曲序 | 曲目                   |      | 作曲 | 编曲                 | 演唱   |
| ---- | ---------------------- | ---- | ---- | -------------------- | ------ |
| 1.   | 來自塵埃的光（片頭曲） | 青修 | 阿鯤 | Emanuele Frusi       | 蔡維澤 |
| 2.   | 巔峰之上（主題曲）     | 青修 | 阿鯤 | Emanuele Frusi       | 毛不易 |
| 3.   | 最了不起的你（插曲）   | 接靚 | 阿鯤 | 王強                 | 段奧娟 |
| 4.   | 榮耀的戰場（片尾曲）   | 接靚 | 阿鯤 | 王強、Emanuele Frusi | R1SE   |

## 幕後製作

### 創作背景
該劇根據蝴蝶藍同名小說改編而成，並請蝴蝶藍擔任該劇總策劃。因原著中有很多精彩的碰撞立足於架空的世界觀，所以在改編過程中，該劇以遊戲為架構、現實社會為格局來講述故事，並將游戲呈現的通俗易懂。
劇中不僅兄弟兄妹親情和至深友情等多線並行，更融合了團隊協作、為榮耀與信念並肩而戰的熱血元素與勵志橋段。

### 主創阵容
剧组邀请到2012年DNF黄金赛冠军、前DNF职业选手魏巍对演员进行专业的电竞指导

## 獲獎紀錄
| 时间           | 颁奖方                               | 獎項                 | 獲獎人   |
| 2019年11月     | 第十五届“中美电视节”                 | 年度最佳女主角       | 江疏影   |
| 2019年12月     | 百度沸点                             | 年度电视剧           | 全職高手 |
| 2019年12月     | “TV地标”中国电视媒体综合实力调研榜单 | 年度優秀劇集         | 全職高手 |
| 2019年12月22日 | 第四届金骨朵网络影视盛典             | 年度十大精品剧集     | 全職高手 |
| 2019年12月28日 | 腾讯视频星光大赏                     | 年度电视剧男演员     | 楊洋     |
| 2019年12月28日 | 腾讯视频星光大赏                     | 年度品质电视剧女演员 | 江疏影   |

## 外部連結
- 全職高手的新浪微博
- 在Netflix上觀看《全職高手》